# Amanita ponderosa
Espèce
Amanita ponderosa est une espèce de champignons de la famille des Amanitaceae, présente uniquement dans le sud-ouest de la Péninsule ibérique et dans certaines régions d'Italie et d'Afrique du Nord. Amanita ponderosa, dont le nom vulgaire en espagnol est gurumelo, est un champignon comestible très apprécié en Espagne.